# Trío para oboe, fagot y piano (Poulenc)

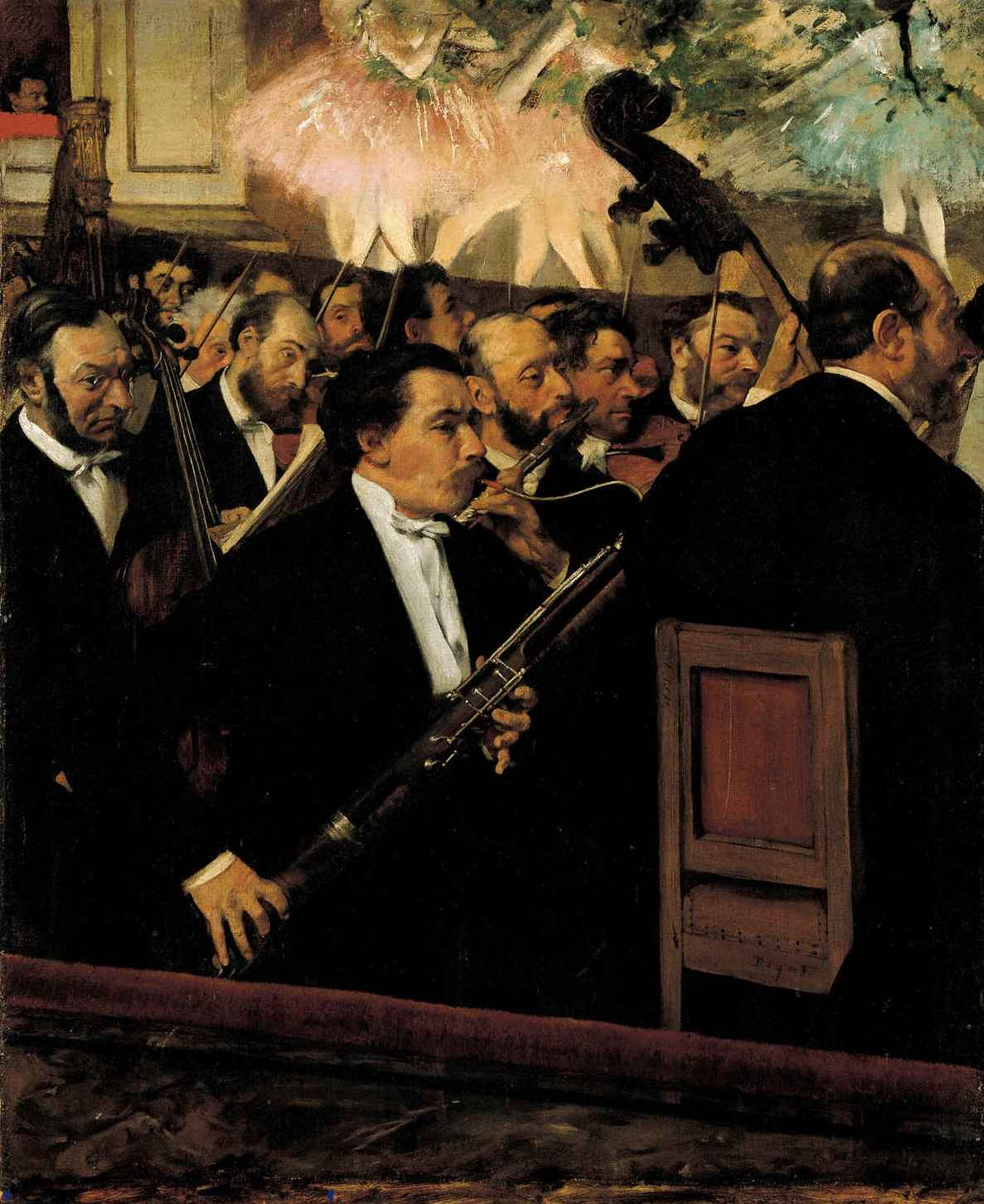
La orquesta de la Ópera (1868-1869), cuadro del pintor Edgar Degas, en el que el personaje principal aparece tocando el fagot.

El trío para oboe, fagot y piano es una pieza de música de cámara compuesta por Francis Poulenc en 1926. La obra está dedicada a Manuel de Falla. 

## Historia
Compuesta en Cannes en 1926, el trío está dedicado al compositor español Manuel de Falla gran admirador de la pieza. Fue estrenado el 2 de mayo de 1926, a la vez que Chansons gaillardes.

## Estilo
Pese a que varios temas son una reminiscencia de Mozart, en particular, las primeras medidas de la Andante, el trío es considerado por algunos como la primera gran obra del repertorio de música de cámara del compositor, porque refleja intensamente la personalidad de Poulenc.

## Estructura y análisis
Como la mayoría de las obras de música de cámara del compositor, este trío tiene tres movimientos en el patrón de rápido - lento - rápido: 
- I. Presto
- II. Andante
- III. Rondó

#### I.Presto
Una breve introducción con acordes de piano precede a la introducción de una melodía humorística en el fagot. El oboe toca en su registro agudo, acompañado por el piano y el fagot. La introducción da paso al Presto "muscular y espiritual", en palabras de Henri Hell es una especie de obertura a la francesa

#### II.Andante
El piano expone el tema antes de la entrada del fagot y oboe. Las voces de los dos maderas se mezclan con las del piano. La melodía de una "gracia melancólica" es encomendado al oboe.

#### III.Rondó
De ritmo muy vivo, el tercer y último movimiento combina la ligereza del fagot y la "voz irónica" del oboe.

## Recepción de la obra
El biógrafo Henri Hell describe esta nueva pieza de música de cámara, declarando que "la perfecta coherencia de su construcción dotada de un equilibrio, como innato, no llega a estropear cualquier longitud, cualquier desarrollo.
El trío fue reestrenado el 27 de mayo de 1959 en el concierto de la sala Gaveau de París para celebrar los 60 años del compositor.